# Mike Sadler

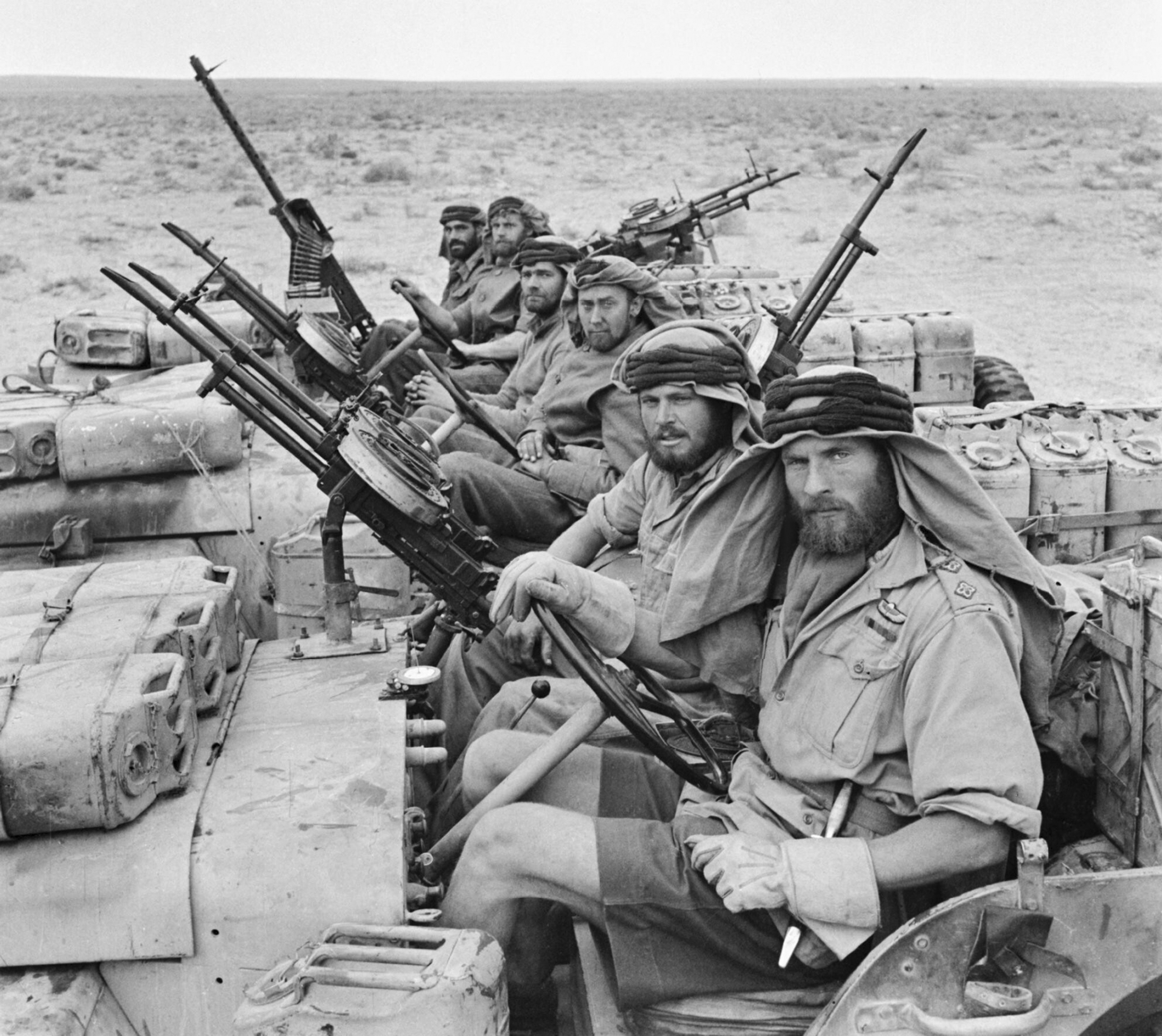
SAS-patrull i tre Willys-jeepar, var och en utrustad med två Vickers K-kulsprutor (januari 1943).

Willis Michael (Mike) Sadler, född 22 februari 1920 i Kensington, London, död 4 januari 2024 i Cambridge, var en brittisk arméofficer och underrättelseofficer. Han var den siste överlevande av soldaterna inom det ursprungliga Special Air Service (SAS) och också den siste överlevande från Long Range Desert Group (LRDG).

## Biografi
Mike Sadler var son till Adam och Wilma Sadler och växte upp i byn Sheepscombe nära Stroud i Gloucestershire. Hans far var disponent på en plastfabrik. Han gick ut från internatskolan Bedales School i Petersfield i Hampshire 1937, varefter han flyttade till Sydrhodesia för att arbeta på en tobaksfarm. När andra världskriget bröt ut 1939, gick han in som frivillig i ett rhodesiskt regemente. Han placerade senare i en pansarförsvarsenhet i den brittiska armén i Nordafrika. Där rekryterades han samma år till Long Range Desert Group.
Han rekryterades i början av 1941 i Egypten till den 1940 grundade Long Range Desert Group och utbildades till navigatör för att navigera fordon i den väglösa öknen. Hans uppgift var att leda kommandosoldater genom Libyska öknen i nattliga räder bakom fiendens linjer för att sabotera flygfält och andra militärbaser. Han använde sig av navigation efter stjärnorna och teodolit. När Special Air Services sattes upp i juli 1941, var han en av de första som rekryterades. Han blev också den siste överlevande från denna specialstyrka. 
Efter Nordafrika, där han efter att ha blivit tillfångatagen flytt genom öknen till fots med två soldater i samma förband, kom han 1943 till Europa. Han hoppade i falkskärm i Frankrike efter invasionen av Normandie 1944 och deltog i sabotageaktioner tillsammans med den franska motståndsrörelsen. 
Efter andra världskriget deltog han och hans tidigare chef från Special Air Services Blair Mayne i en ettårig expedition i Antarktis med "Falkland Islands Dependencies Survey" (senare benämnd British Antarctic Survey). År 2021 namngavs Sadler's Passage på Stonington Island efter honom. Han arbetade därefter inom underrättelsetjänsten MI6 till mitten av 1980-talet.
Han var i första äktenskapet 1947–1949 gift med Anne Hetherington. År 1958 gifte han sig med Patricia Benson (död 2001). I det andra äktenskapet fick han dottern Sally.